# Sapa
Pour les articles homonymes, voir SAPA.
 (mars 2016).
Si vous disposez d'ouvrages ou d'articles de référence ou si vous connaissez des sites web de qualité traitant du thème abordé ici, merci de compléter l'article en donnant les références utiles à sa vérifiabilité et en les liant à la section « Notes et références ».

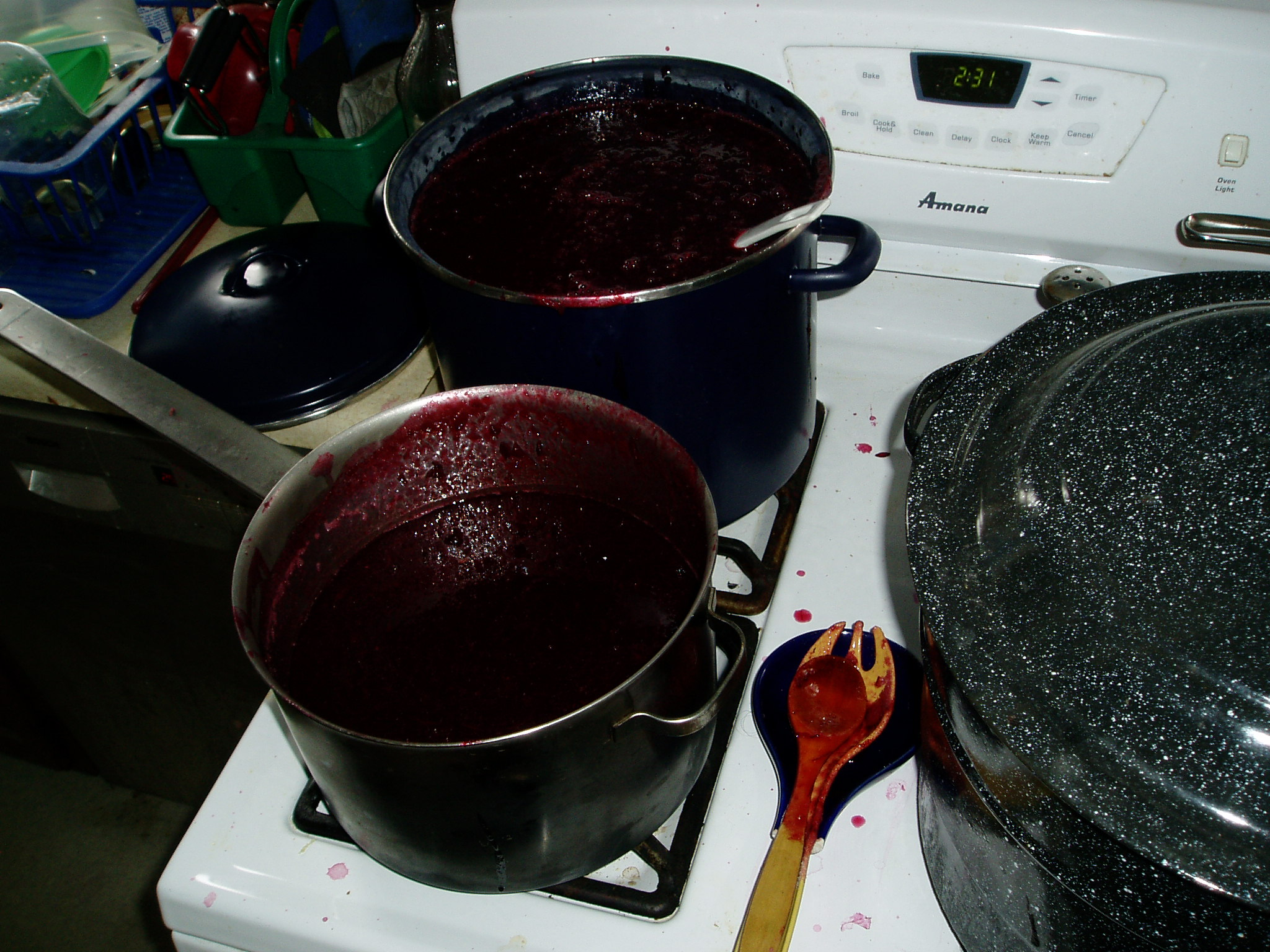
Le sapa.

Le sapa (ou saba en italien) est un sirop sucré obtenu  à partir de raisin. On en trouve en Émilie-Romagne, dans les Marches et en Sardaigne.

## Élaboration

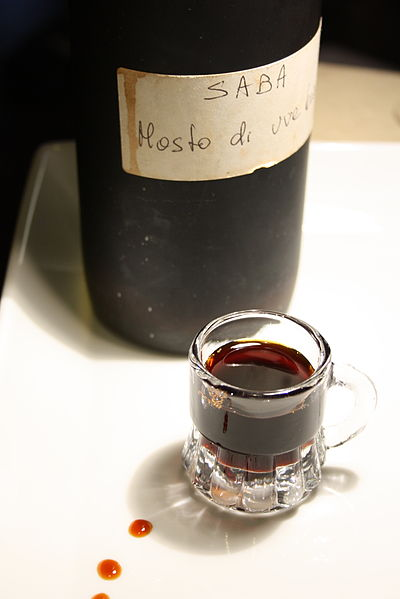
Bouteille et verre de sapa.

Le sapa est obtenu par réduction d'un jus de raisin (moût ou vinaigre de raisin) par chauffage jusqu'à l'obtention d'un sirop épais et visqueux.

## Utilisation
Le sapa est associé à la cuisine des Abruzzes, où il est connu sous le nom de mosto cotto, mais il est aussi utilisé dans d'autres régions italiennes (Émilie-Romagne, Marches et Sardaigne). Le sapa est utilisé comme condiment, sirop pour dessert, sauce aigre-douce pour plat ou édulcorant pour gâteau. Dilué dans l'eau, il donne une boisson rafraîchissante. Il sert à la fabrication du vinaigre balsamique par fermentation. En Sardaigne, le sapa peut aussi être obtenu à partir de figue de Barbarie. En Bourgogne, il est connu sous le nom de « raisiné ».